# Vitale Robaldo
Vitale Robaldo (Cravanzana, 24 marzo 1936 – Cravanzana, 13 luglio 1983) è stato un politico italiano.

## Biografia
Laureato in giurisprudenza all'Università di Torino, è avvocato. Aderisce da giovane al Partito Socialista Democratico Italiano, con cui viene eletto Consigliere provinciale a Cuneo nel 1964. Candidato alla Camera nel 1968 (con la lista PSI-PSDI Unificati), non viene eletto. Nel 1969 assieme ad altri esponenti socialdemocratici aderisce al Movimento Autonomo Democratico Sociale, con il quale ben presto confluisce nel Partito Repubblicano Italiano. 
Con il PRI nel 1970 viene eletto consigliere comunale ad Alba e nuovamente consigliere provinciale a Cuneo. Diventa poi consigliere alle Elezioni regionali in Piemonte del 1975. Un anno più tardi, nel 1976, viene eletto alla Camera dei deputati. Conferma il proprio seggio anche alle elezioni del 1979. Dal 4 aprile al 29 settembre 1980 è Sottosegretario ai Trasporti nel Governo Cossiga II. Viene poi rieletto deputato alle elezioni politiche del giugno 1983, muore un mese più tardi per una grave malattia all'età di 57 anni. Al suo posto subentra a Montecitorio il collega Guido Martino. 